# Епархия Сан-Хосе (Филиппины)

Провинция Нуэва Эсиха (выделено красным)

Епархия Сан-Хосе (лат. Dioecesis Sancti Iosephi in Insulis Philippinis) — епархия Римско-Католической церкви с центром в городе Сан-Хосе, Филиппины. Епархия Сан-Хосе распространяет свою юрисдикцию на провинцию Нуэва-Эсиха. Епархия Сан-Хосе входит в митрополию Лингайен-Дагупана. Кафедральным собором епархии Сан-Хосе является церковь святого Иосифа.

## История
16 февраля 1984 года Римский папа Иоанн Павел II выпустил буллу Saepe catholicorum, которой учредил епархию Сан-Хосе, выделив её из епархии Кабанатуана.

## Ординарии епархии
- епископ Florentino Ferrer Cinense (24.05.1984 — 17.08.1985);
- епископ Leo Murphy Drona (10.06.1987 — 14.05.2004) — назначен епископом Сан-Пабло;
- епископ Mylo Hubert Claudio Vergara (12.02.2005 — 20.04.2011) — назначен епископом Пасига;
- епископ Roberto Calara Mallari (15.05.2012 — по настоящее время).

## Источник
- Annuario Pontificio, Libreria Editrice Vaticana, Città del Vaticano, 2003, ISBN 88-209-7422-3
- Булла Saepe catholicorum  (лат.)